# Alfred Moore Waddell

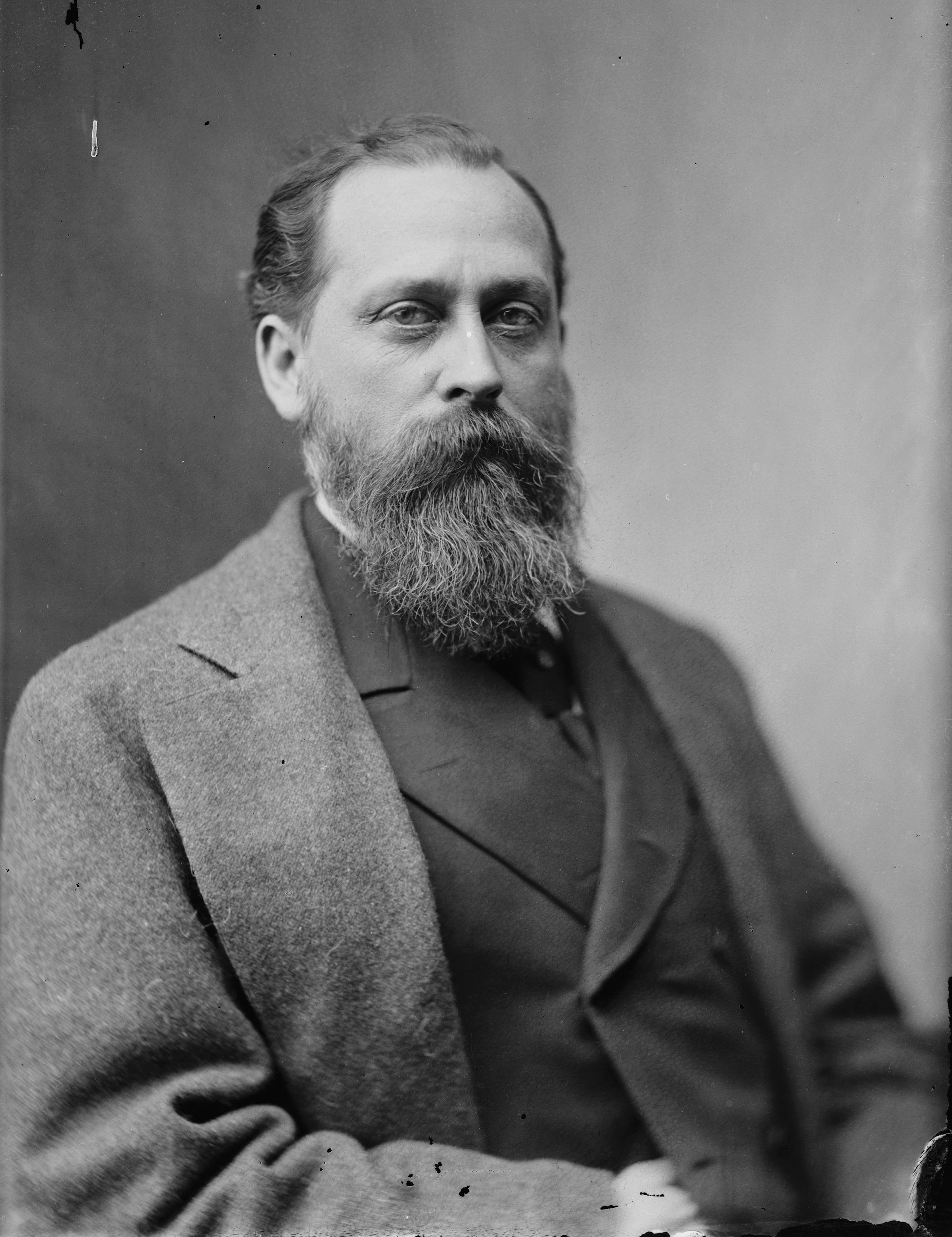
Alfred Moore Waddell

Alfred Moore Waddell (* 16. September 1834 in Hillsborough, North Carolina; † 17. März 1912 in Wilmington, North Carolina) war ein amerikanischer Politiker. Zwischen 1871 und 1879 vertrat er den Bundesstaat North Carolina im US-Repräsentantenhaus.

## Werdegang
Alfred Waddell besuchte die Bingham’s School und das Caldwell Institute in Hillsborough und studierte danach bis 1853 an der University of North Carolina in Chapel Hill. Nach einem anschließenden Jurastudium und seiner 1855 erfolgten Zulassung als Rechtsanwalt begann er in Wilmington in diesem Beruf zu arbeiten. Zwischen 1858 und 1861 war er auch als Gerichtsdiener angestellt. Damals war Waddell Mitglied der American Party und ein Gegner der Sezession. Im Jahr 1860 war er Delegierter beim Nominierungsparteitag der Constitutional Union Party in Baltimore. In den Jahren 1860 und 1861 gab er in Wilmington eine Tageszeitung heraus. Trotz seiner ursprünglich loyalen Haltung zur Union nahm Waddell als Oberstleutnant im Heer der Konföderation am Bürgerkrieg teil. Dabei diente er in einer Kavallerieeinheit aus North Carolina.
Später wurde Waddell Mitglied der Demokratischen Partei. Bei den Kongresswahlen des Jahres 1870 wurde er im dritten Wahlbezirk von North Carolina in das US-Repräsentantenhaus in Washington, D.C. gewählt, wo er am 4. März 1871 die Nachfolge von Oliver H. Dockery antrat. Nach drei Wiederwahlen konnte er bis zum 3. März 1879 vier Legislaturperioden im Kongress absolvieren. Ab 1877 war er Vorsitzender des Postausschusses. Im Jahr 1878 verlor er gegen Daniel Lindsay Russell von der kurzlebigen Greenback Party.
Nach seinem Ausscheiden aus dem US-Repräsentantenhaus praktizierte Alfred Waddell wieder als Anwalt. Außerdem wurde er literarisch tätig; überdies gab er 1881 und 1882 eine Zeitung heraus. In den Jahren 1880 und 1896 war er Delegierter zu den jeweiligen Democratic National Conventions. Am 10. November 1898 führte Waddell einen Mob von ca. 1500 Rassisten an, um die demokratisch gewählte Stadtregierung Wilmingtons zu vertreiben, was ihnen gelang. Bei dieser Aktion handelt es sich um den einzigen erfolgreichen Staatsstreich in der Geschichte der USA, bekannt als das Wilmington-Massaker von 1898. Es wurden dabei ca. 10–100 Schwarze ermordet. Über 2100 Schwarze flohen aus der Stadt und veränderten damit die ethnische Zusammensetzung zugunsten der Weißen. Die US-Regierung schickte keine Hilfe für die gewählte Regierung.
Von 1898 bis 1904 amtierte Waddell als Bürgermeister der Stadt Wilmington. Dort ist er am 17. März 1912 auch verstorben. Er war dreimal verheiratet und hatte einen Sohn.

## Weiteres
Der Jurist Alfred Moore war Waddells Urgroßvater.